# The Petting Blues Band
The Petting Blues Band је музичка група из Новог Сада, основана средином 2008. године. Бенд су основали  Милован Ђуђић Jimi и Дејан Зец, са жељом да свирају и промовишу жанр музике који није толико популаран међу младима у земљи у којој живе, с надом да ће успети да допринесу враћању блуза на домаћу сцену.

## Почеци
Бенд се после неколико промена чланова, први пут јавно појављује почетком 2009. године свирајући блуз хитове и стандарде. Од тада креће са интензивнијим наступима по клубовима и фестивалима широм Србије са истим репертоаром. Средином 2010. године, The Petting Blues Band постаје трио (долази Никола Вучетић) и на неколико свирки наступа као Tribute to Jimi Hendrix, Tribute to Cream. Поред тога, на свој репертоар убацују и понеки блуз и џез стандард. Паралелно са тим, бенд почиње да ствара сопствене песме.
Почетком 2012. године, бенду се прикључује Аљоша Молнар yokozuna и бенд интензивније креће са ауторским радом и промоцијом својих песама. Свој први живи албум 20. октобра 2012. снимају у новосадском „Студију М” и 2014. године, снимају ауторске песме у београдском студију „О”, а 2016. године у издању новосадског Студентског културног центра издају свој албум првенац под називом „Ridin'”. 2019. године, такође под окриљем Студентског културног центра из Новог Сада, излази им и други студијски албум.
The Petting Blues Band је делио бину са многим познатим музичарима и бендовима: Пера Џо, Texas Flood, Blues Trio, Блажа и Кљунови, Сале Седлар, Last Station Band, Шинобуси, Рибља чорба, YU grupa, и многим другима.

## Дискографија

### Студијски албуми
- Ridin' (2016)[3]
- Spontaneous (2019)[4][5][6][7]

### Живи албуми
- Live at „Studio M” (2012)

## Значајнији наступи
- (Ниш)[8]
- Куруз бал фестивал (Богатић)[9]
- „Open Minded” фестивал (Ваљево)[10]
- (Нови Сад)
- (Бачка Паланка)
- Шабачки летњи фестивал (Шабац)
- Складиште фестивал (Крушчић)
- Гитаријада (Кисач)